# Hagerstown (Maryland)
Hagerstown è un comune degli Stati Uniti d'America, capoluogo della contea di Washington nello Stato del Maryland.